# Hanna Huzol

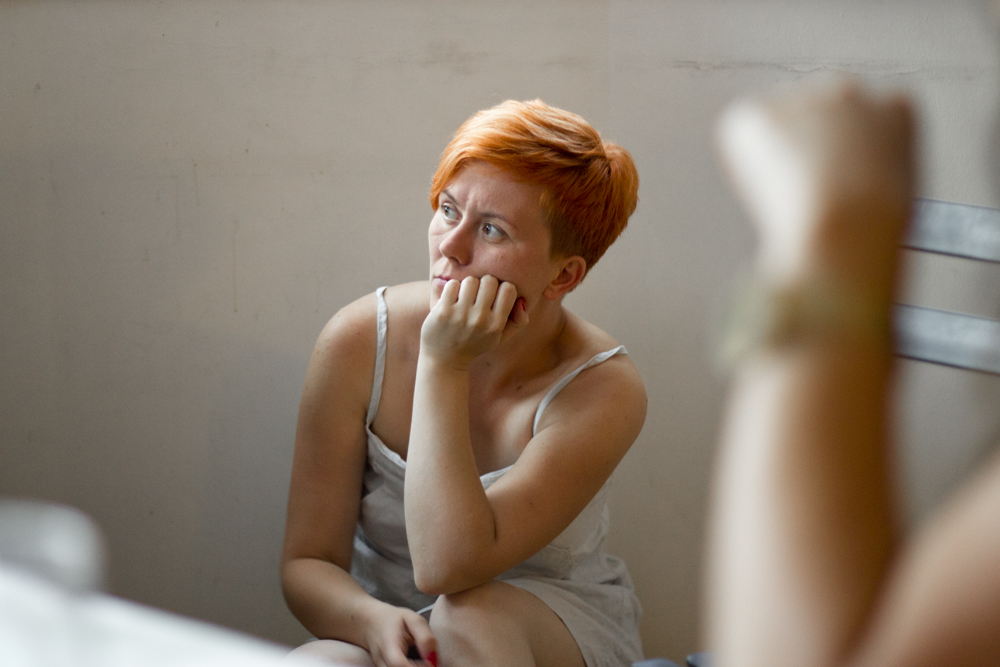
Hanna Huzol (2012)

Hanna Wassyliwna Huzol (ukrainisch Ганна Василівна Гуцол, russisch Анна Васильевна Гуцол; * 16. Oktober 1984 in Chmelnyzkyj, Ukrainische SSR, Sowjetunion) ist eine der Gründerinnen und Leiterin der ukrainischen feministischen Gruppe FEMEN, die durch provokative Aktionen internationale Beachtung gewonnen hat. Sie selbst verwendet die englische Transkription der russischen Schreibweise ihres Namens Anna Hutsol (die deutsche Transkription aus dem Russischen ist Anna Guzol).

## Leben

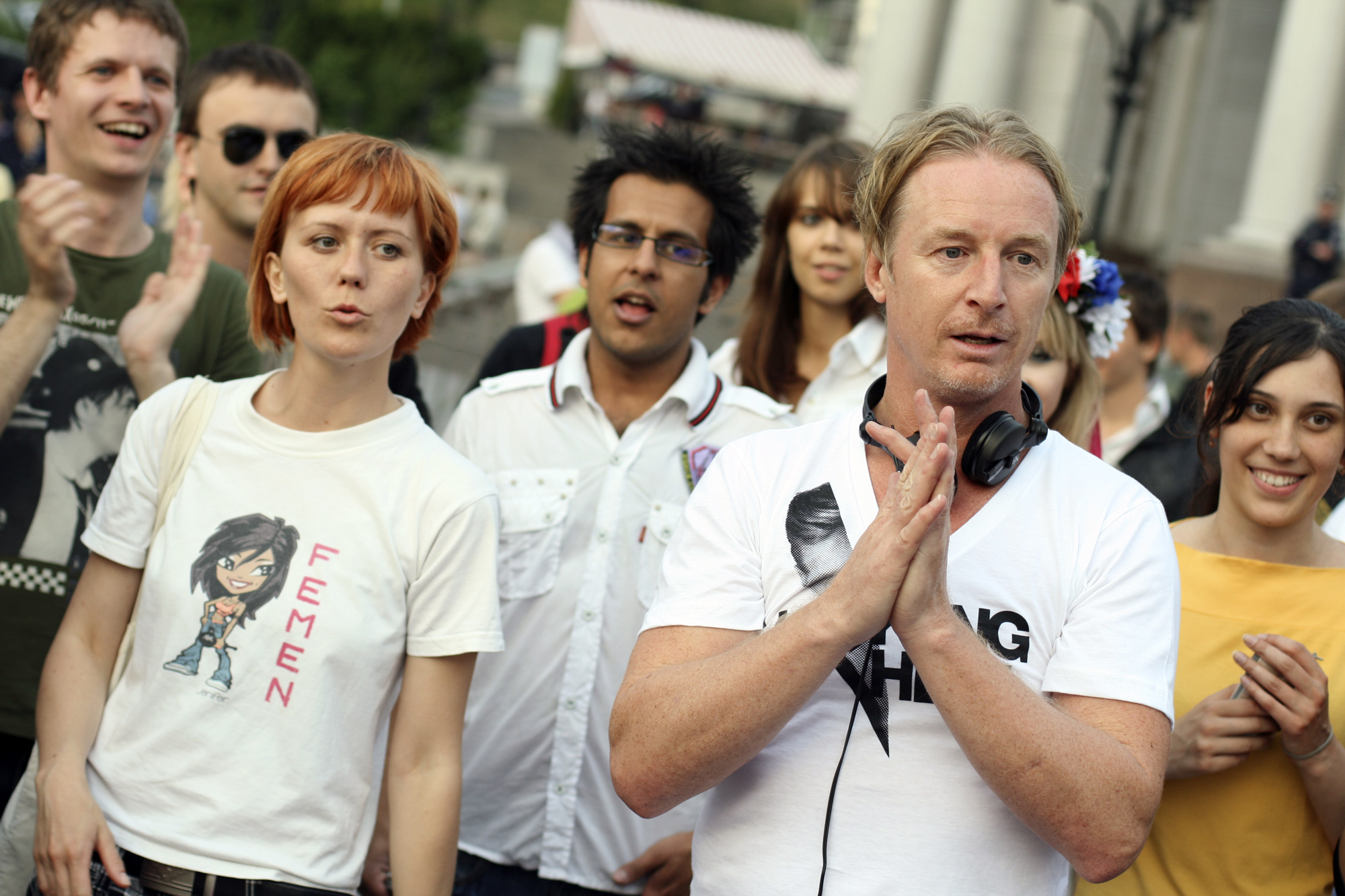
Hanna Huzol (links) und DJ Hell während der Protestaktion „Die Ukraine ist kein Bordell“ am 23. Mai 2009 in Kiew

Hanna Huzol leitete als Schülerin eine marxistische Gruppe und begann 2007 ein Soziologiestudium in Kiew. Dabei stieß sie auf August Bebels 1883 veröffentlichtes Grundlagenwerk für die Gleichstellung der Geschlechter Die Frau und der Sozialismus. Um ihr Studium zu finanzieren, arbeitete sie zeitweise als Tourmanagerin von verschiedenen ukrainischen Rockgruppen, unter anderem als Assistentin der Popsängerin Tina Karol und stellte fest, „dass sich die Leute immer noch mehr für die Höschenfarbe des Starlets interessieren, als für eine Konferenz über Feminismus.“

## Femen
2008 gründete Huzol mit anderen Studentinnen in Kiew die feministische Gruppe „Femen“. Die Aktivistinnen der Organisation waren und sind vor allem junge Frauen. Zunächst bekleidet, dann mit Oben-ohne-Aktionen brandmarkte Femen mit der Parole „Die Ukraine ist kein Bordell!“ („Україна — не бордель!“) den grassierenden Sextourismus und die Zuhälterei in der Ukraine und forderte, dass Männer, die sexuelle Dienstleistungen kaufen, bestraft werden sollten. Femen erlangte rasch Beachtung in den internationalen Medien, führte in verschiedenen europäischen Ländern Aktionen durch und ist inzwischen international weit verzweigt. Femen wurden 2013 in dem australischen Dokumentarfilm Ukraine Is Not A Brothel porträtiert. 2024 erschien der Spielfilm Oxana – Mein Leben für Freiheit.

## Flucht aus der Ukraine
Medienberichten zufolge wurde Hanna Huzol (wie auch andere Femen-Aktivistinnen) wiederholt vom ukrainischen Geheimdienst SBU bedroht. Im November 2012 wurde ihr auf dem Sankt Petersburger Flughafen Pulkowo von russischen Sicherheitskräften die Einreise nach Russland verweigert. Gemeinsam mit anderen Aktivistinnen von Femen verließ Huzol „aus Angst um ihr Leben und ihre Freiheit“ im August 2013 die Ukraine. Sie lebte zunächst in Paris.

## Gesuch um politisches Asyl in der Schweiz
Im Oktober 2013 ersuchte Hanna Huzol in der Schweiz um Asyl. „Wir sind im September mit einem französischen Visum aus der Ukraine geflohen“, sagte Huzol in einem Interview des Tages-Anzeiger. Weil sie mit einem französischen Visum aus der Ukraine in den Schengen-Raum einreiste, liege die Zuständigkeit für das Asylverfahren bei den französischen Behörden, führt das Bundesamt für Migration (BFM) bei der Ablehnung des Gesuchs im März 2014 aus. Obwohl Huzols Schwester in Rorschach lebt, seien die Chancen der Aktivistin für ein Verbleiben in der Schweiz gering; eine Familienzusammenführung sei nur für die «Kernfamilie» vorgesehen: „Eigentlich wollte ich einfach bei meiner Schwester leben, aber das ist offenbar nicht möglich.“ Trotz des negativen Entscheids des BFM hofft die Femen-Gründerin, in der Schweiz bleiben zu können; ihr Anwalt habe Rekurs gegen den Entscheid eingelegt. Ob sie in ihre Heimat zurückkehrt, wenn ihr Wiedererwägungsgesuch abgelehnt wird, weiss sie noch nicht: „Alle raten mir davon ab, es ist zu gefährlich,“ und dass sich die Lage in der Ukraine nun verbessern werde, glaube sie nicht, „der Nationalismus nimmt zu, und die Kirche wird stärker.“
Huzol lebte während dieser Zeit in einem Asylzentrum in Busskirch. Léa Wertheimer, Sprecherin des Bundesamts für Migration (BFM), bestätigte einen Artikel der Tageszeitung Südostschweiz, dass Huzols Wiedererwägungsgesuch abgelehnt und sie mit dieser Begründung Rapperswil-Jona bereits wieder verlassen musste. Bis zu ihrer Abschiebung nach Frankreich ist sie im Asylzentrum Landegg bei Rorschacherberg untergebracht.